# 映画 プリキュアオールスターズF
『映画 プリキュアオールスターズF』（えいが プリキュアオールスターズ エフ）は、2023年9月15日公開の東映アニメーション制作による日本のアニメーション映画。
キャッチコピーは｢繋ぐ―。｣「20周年ありがとう♡復活！全プリキュア大集合!!」。

## 概要
「プリキュアシリーズ」映画作品の第32弾かつシリーズ20周年記念作品であり、オールスターズ作品としては2018年10月公開の15周年記念作品『映画 HUGっと!プリキュア♡ふたりはプリキュア オールスターズメモリーズ』以来5年ぶり、クロスオーバーを主体とした長編映画としても2020年10月公開の『映画 プリキュアミラクルリープ みんなとの不思議な1日』以来3年ぶり14作品目となる。本作品のコンセプトとして「Festival&Fukkatsu」、すなわちお祭りムービーであるオールスターズ作品の復活が掲げられている。
2023年3月3日にティザーサイトが公開されるとともに、公開された当時の現行作品『ひろがるスカイ!プリキュア』までのテレビシリーズ歴代20作品全77人（発表時点）のプリキュアが総登場する旨が告知され。7月9日に公式サイトが正式オープン、ポスタービジュアル及び予告編動画が公開されると共に、『ひろがるスカイ』のメンバーを始めとする物語の中心を担うプリキュアなどのキャラクターと出演声優、本作品オリジナルのプリキュアであるキュアシュプリームと妖精のプーカの登場が発表された。9月10日には『ひろがるスカイ』のエルがキュアマジェスティとしても登場する事が発表され、これによりテレビシリーズから総勢78名のプリキュアが登場する事になった。
映画主題歌はプリキュア20周年記念ソング「ときめき」を手がけたいきものがかりによる書き下ろし楽曲「うれしくて」を採用。作詞・作曲の水野良樹は「プリキュアを大好きな人たちにとってプリキュアの輝きは希望の光だと思うので、その輝きを楽曲の中に散りばめられたらいいなと思いながら楽曲を制作しました」、ボーカルの吉岡聖恵は「今回の楽曲は、一人一人がしっかり立ちながら、お互いを認め合っていくところが作品と繋がっていると思いました。歌っていて自分自身も励まされました」とそれぞれコメントしている。このほか、シリーズ直近2作品の主題歌を担当した石井あみとMachicoによるオープニングテーマ、これまでエンディングテーマを担当した吉武千颯と歴代オープニング歌手による挿入歌も使用する。
劇場での新型コロナウイルス感染症の感染拡大防止のため、配布が見送られてきたミラクルライトが、2023年になってからの声出し解禁など各種制限が緩和されたことにともない、3年ぶりに中学生以下の子どもへの配布を再開した（後述も参照）。また、日本国内だけでなく、海外でもタイ、ラオス、イタリア（Lucca Comics & Games 2023でのイベント上映）、カンボジア、台湾、香港、マカオの7地域で上映された。

## 制作
中核スタッフとして、これまで『Go!プリンセスプリキュア』『映画 魔法つかいプリキュア! 奇跡の変身!キュアモフルン!』『映画 スター☆トゥインクルプリキュア 星のうたに想いをこめて』を手掛けた田中裕太と田中仁が再びタッグを組む形で監督と脚本を担当、キャラクターデザイン・総作画監督は歴代作品の変身バンク作画や『映画 プリキュアミラクルリープ みんなとの不思議な1日』で同職を務めた板岡錦が担当する。また、出演声優のうち加隈亜衣は、『ひろがるスカイ』の虹ヶ丘ましろ（キュアプリズム）と『ヒーリングっど♥プリキュア』のラビリンの2役を演じることになる。
制作にあたり、東映アニメーションプロデューサーの村瀬亜季は、シナリオ制作開始段階からスタッフの間で「プリキュアとは何か」というテーマを話しあっていたことを明かしている。村瀬は「壮大なテーマですが、ずっと続いている作品だからこそ、分からなくなるところもあります。話し合いの中で答えを考えていきました。いろいろな答えが出てきましたし、答えは一つではないんです」と語っている。また今回の作品は各チームが旅をする中での会話劇やハプニングなどロードムービーとしての要素も重視されている。また、タイトルの「F」という文字については「Forever」や「Friend」、「Festival」など様々な意味合いを持たせ、プリキュアの持つテーマや想い、この映画で伝えたいいろいろな意味合いを込めており、またその意味を各自感じ取ってほしいとしている。このため、意味合いが固定されることを避けることから、通常付くことが多い副題が今回は設定されていない。その一方で公開前に「Final」ではないかと憶測を呼んだことについては、村瀬は「制作スタッフとしては、もしこの映画が最後のプリキュアオールスターズ映画だったとしても、悔いが残らないくらい全力で作ろうと思っていた」と、スタッフの意気込みを示すものであったと語っている。ABCアニメーションプロデューサーの田中昴によれば、「Forever、終わらせない」という想いもあり、正式な作品タイトルロゴには「Final」を否定する意味で背景にリボンで「Not」や「Never」を示す「N」が隠されていることを明かしている。
田中裕太によれば、早い段階から映画制作に関して声がかかっており、当初は20周年のうちの後半約10年の総ざらいを念頭に置いており、自らそれを提案したという。当初は70分の尺で78人ものキャラクターを動かすのは無理とオールスターズ作品としては考えていなかったが、だんだんとキャラクターが増えていき最終的にオールスターズになっていったと語っている。また、「僕自身が「プリキュアって何？」とよく分からなくなってきたことがあったです。長年やってくる中で、世間の評価を含めてプリキュアは多様化していますし、「プリキュアって何？」と聞かれると、一言では説明しにくい」とした上で、「20周年という看板がありますし、自分自身の思いも含めて「プリキュアって何？」ともう一度問い直すことで、一本の映画として描けることがあるのではないかと思いました」とも語っている。
今回の作品は『ひろがるスカイ』のメンバーがバラバラになって歴代作品から選ばれた面々とチームを組む構成になっている。これはシリーズ単位で構成するとキャラ数が多く出番もセリフも扱いきれないため絞ることを決めるとともに、各作品を特徴付ける面白いキャラクターも出して変化を加え、シリーズの垣根を越えたプリキュアの絡みを見せる意図もあった。このためコンセプトとしては「1つのプリキュアチーム」を4つ作るイメージであるという。チームコンセプトとしてはスカイチームは主人公でそろえ、プリズムチームは主人公の相棒として考えていたのを話がうまく回らないためのどかとあまねを入れて調整、ウィングチームはツバサとエルがいることから「プリンセスと騎士と赤ちゃん」がらみ、バタフライチームは母星では成人済みのララや外見は大人のアスミを含め「大人チーム」となっている。
キャラクターデザインの板岡は田中裕太が監督をやると聞いて自ら手を挙げたと語っている。板岡は「今後彼と一緒に仕事ができるのだろうか、これを逃したら絶対後悔する。純粋に一緒に仕事がしたかった」とも語っている。オリジナルキャラクターのプリム（キュアシュプリーム）とプーカのデザインにおいては、田中裕太によれば2023年がうさぎ年であることもあってウサギがモチーフとなっており、そこからうさぎモチーフの幻獣を調べていったところプーカという伝説の生き物がいたことからそこから名前を借用、シュプリームも共通性と持たせるために同様のデザインとなった。シュプリームのキャラクター設計的には、プリキュアを強くて格好いいものとだけしか見ておらず、単に模倣しているだけ、表面的にしか理解していない存在で、本質を分かっていないシュプリームに対し、「プリキュアってそれだけじゃないよね？」と伝えることによって20年描き続けてきた事を再確認できるようにする意図があったとしている。板岡は田中裕太によるイメージラフを元に、シュプリームのデザインを行い、その派生形としてプリムやプーカを作っていった。またウサギモチーフを推していたこともあり、シュプリームの衣装には様々な箇所にうさぎの要素を入れ込んでいる。板岡は最初は田中裕太のメモを無視してデザイン、そしてメモを元にしてもう一案描き、それらを合体させて最終的なシュプリームのデザインができあがった。またプリキュアのエッセンスはありつつ、空くまで真似であるため、ハートのアクセサリーが逆になるなど解釈を間違えているイメージも持たされている。
プリムは坂本真綾、プーカは種﨑敦美がそれぞれ演じる。キャスティングに当たってはオファーによるもので、二人とも過去のシリーズに出演経験があるが、メインキャラクターとしては初の起用となった。プーカについては田中裕太は「プカ」としか話せない状況での種﨑の演技の上手さを評価しており、種﨑も演じるに当たって「台本のセリフの横に何と言っているのか自分なりに書いて、それを言っているつもりで演じた」と語っている。プリムについては田中裕太の中での声のイメージは難しかったものの、坂本が実際に演じているのを聞いて強さと神秘性を感じ「なるほど！これがプリムの声か！」と思わされたと語っている。一方の坂本はプリムを演じるにあたり「なんで難しい役なんだ」と悩みつつも、アフレコの現場で田中裕太と相談していきながら決めていったと語っている。坂本はオファーを受けたときに「『今作の悪役です』と聞きまして、『でしょうね』と納得していたんです。それが台本を読んだらプリキュアになっていたので、『え、私プリキュアになるの!?』って、たぶん皆さんよりも驚いたと思います」と振り返りつつ、当時の心境として「今作は『プリキュアって何？』というすごく大きな命題を掲げていて。そのために必要な、プリキュアとはまったく逆にいる人物、というふうに聞いていたので、悪いことをしようと思って出てくるんじゃなく、大きな役割があるんだろうなとは思っていました」と語っている。
今回の作品ではメインのプリキュアだけでなく、キュアエコーやキュアモフルンなど様々なキャラクターも登場する。田中裕太と板岡は「基本的に関連するキャラは全部抑えている。入れられるものは、出し惜しみせずに全部入れた」と語っている。

## 興行成績
2023年9月15日に全国344スクリーンで公開を開始、同日から17日の週末3日間で観客動員35万7308人、興行収入4億3745万6060円を記録、映画観客動員ランキング（興行通信社調べ）で初登場第2位に入った。これはシリーズ最高の興行成績となった『オールスターズメモリーズ』のオープニング成績を上回る歴代最高のオープニング成績となった（動員比115%、興収比124%）。祝日となった18日を含んだ4日間の累計成績でも動員48万8420人、興収5億9114万4410円に達している。
以降も興行は順調に推移し、公開から10日間で動員約69万3000人、興収約8億4700万円を記録、公開第3週時点で累計動員84万人に達し、興収も10億円を突破した。公開第4週時点で累計動員97万8000人、累計興収11億9000万円をそれぞれ突破、公開25日目でこれまで最高記録であった『オールスターズメモリーズ』の最終興収を上回るシリーズ最高興収記録を達成している。公開第5週時点では大台となる累計動員100万人を突破、累計興収も12億円を超え、第6週時点では累計動員が108万に達し、これまで『映画 プリキュアオールスターズDX2 希望の光☆レインボージュエルを守れ!』（2010年3月公開）が記録していた約107万3000人を上回るシリーズ歴代最高の観客動員を公開38日目で記録、累計興収も約13億3320万円に達した。11月25日に行われた感謝祭上映会では累計興収が14億円、累計動員が116万人を突破したことが発表、2024年2月4日には1日から同日までの復活祭上映までを含んだ累計興収が15億円に達したことが発表された。

### 東映による大ヒットの要因・分析
記録的な大ヒットの要因として、配給元の東映は、来場記録からこれまで同様のファミリー層が好調なのに加え、全プリキュアが登場することからかつて見ていた中高生も来場していると説明、更にSNSでは「プリキュアの映画を見たのは久々だったが幸せだった」という声のほか、ストーリーに引き込まれ感動したという感想もあがっており、そうした観客が数多くリピーターとなったことも記録更新に繋がったとしている。東映は2024年3月期第2四半期決算の説明資料においても、SNSマーケティングや10代のトレンドにあわせたアイテム・興行施策を展開した結果、子供の頃にプリキュアを見ていた中高生から20代前半が映画プリキュアに戻ってきていると分析している。

## あらすじ
ソラが目を覚ますとそこは見知らぬ世界であった。ましろたちとははぐれてしまったらしいソラはモンスターに襲われるも、キュアプレシャスとキュアサマーに助けられる。ソラはゆいとまなつと出会って仲良くなり行動を共にする。一方のましろは小島でローラと出会い、モンスターに襲われていたキュアフィナーレと妖精プーカを助ける。プーカはましろたちに怯えるも、ローラによって連れ出される。ツバサとエルも、さあやとことはに出会い、更にモンスターと戦っていたはるかとも合流する。あげはもゆかり、ララ、アスミと出会うが、ゆかりはララと不和が生じ、一人で行動しようとする。
それぞれの記憶があやふやな状況な中、判っているのはこの世界にいるのはプリキュアだけである事、モンスターの親玉が「アーク」という名前である事、そして遙か遠くに城が見える事。元の世界に戻るため、それぞれのチームは団結し合いながら手がかりと思われるその城へと向かう。
ソラ一行（スカイチーム）は城を目指す中でモンスター達と果敢に戦うプリキュアに出会う。そのプリキュアはシュプリームと名乗り、自らをプリムと呼ぶように促してソラ達に同行する。ましろ一行（プリズムチーム）はのどかと合流するが、のどかはラビリンと逸れてしまっていた。城へ向かう列車に乗る時にのどかはラビリンと再会する事が出来たが、ふとした事からプーカが列車を破壊してしまう。ツバサ一行（ウィングチーム）はそれぞれの夢を語りつつ、ことはの魔法で順調に城へ向かっていく。あげは一行（バタフライチーム）は一人で去っていったゆかりを見つけ出し、ゆかりとララは和解する。そして、ゆかりとアスミはこの世界の正体に勘づく。
こうして何とか城にたどり着いた一行。城ではこの世界を支配している黒幕と思われるアークが居座っていたが、ソラ達が話しかけても反応せず、ウィングチームによりあっさりと倒されてしまう。あまりの呆気なさに拍子抜けしつつも再会を喜び合うプリキュア達だったが、そんな彼女達をシュプリームは攻撃する。
全てはシュプリームの仕業であり、プリキュア達は自分達が地球に襲来したシュプリームに敗北し、既に地球ごと滅ぼされた事を思い出す。シュプリームはプリキュアの強さを知るために世界を再構築し、自らプリキュアに擬態して活動していた。プーカもその一環でプリキュアの妖精を模してシュプリームが生み出した存在だったが、戦うことを拒んだためシュプリームに捨てられていた。ソラ達と行動してもプリキュア達の本質を理解できなかったシュプリームは再び世界を滅ぼそうとするが、そんな彼女にプリキュア達は立ち向かう。絶大な戦闘力を持つシュプリームに苦しめられても諦めないプリキュア達に勇気づけられたプーカはミラクルライトを生み出し、シュプリームが生み出した世界を破壊して元の地球の復元を試みる。消滅していたプリキュア達も次々と復活し、キュアスカイたちに加勢。プーカ自身も妖精たちの力を得て新たなプリキュア・キュアプーカとして覚醒する。78人のプリキュア達とキュアプーカは力を合わせ、シュプリームに打ち勝ち元の地球を取り戻した。
目を覚ましたシュプリームはソラ達に鍋パーティに誘われる。プリキュアの本質をようやく理解したシュプリームは、プーカと共に新たな道を歩み始めるのだった。

## 登場キャラクター
『ひろがるスカイ』のキャラクターは映画初登場、『スター☆トゥインクル』以降の作品のキャラクターはオールスターズ作品初登場となる。

### メインキャラクター
本作品の中心登場人物となるプリキュアは『Go!プリンセスプリキュア』以降の作品から選ばれた16人と本作品オリジナルキャラクターのキュアシュプリームの17人で、それぞれ『ひろがるスカイ』の初期メンバーをリーダーにした4つのチームに分かれて行動する。
- スカイチーム：スカイ、プレシャス＆コメコメ、サマー、シュプリーム
- プリズムチーム：プリズム、フィナーレ、ラメール、グレース＆ラビリン、プーカ
- ウィングチーム：ウィング＆マジェスティ、アンジュ、フェリーチェ、フローラ
- バタフライチーム：バタフライ、アース＆ラテ、ミルキー、マカロン

『ひろがるスカイ』以外のメインキャラクターはキュアシュプリームを含めて登場時に右下に作品タイトルが表示されると共に左下に名前などの紹介テロップが入る。
メインキャラクターの基本設定は各作品の記事を参照とし、ここでは本作における活躍を中心に記載する。

#### ひろがるスカイ！プリキュア
プリキュア
ソラ・ハレワタール / キュアスカイ
声 - 関根明良
スカイランド出身のヒーロー志望の少女。スカイチームのリーダー。
ゆいやまなつのパワフルさに振り回されるも、共にはぐれた仲間を捜しに行く。
虹ヶ丘 ましろ（にじがおか ましろ） / キュアプリズム
声 - 加隈亜衣
ソラシド市出身の心優しき少女。プリズムチームのリーダー。
モンスターに襲われていた妖精を「プーカ」と名付ける。
夕凪 ツバサ（ゆうなぎ ツバサ） / キュアウィング
声 - 村瀬歩
スカイランド出身のプニバード族の少年で、本作のメインキャラクターでは唯一の男子。ウィングチームのリーダー。
はるか（フローラ）と出会った際、その姿から「この世界のプリンセスですか！？」と早とちりしていた。
聖 あげは（ひじり あげは） / キュアバタフライ
声 - 七瀬彩夏
保育士志望の女性で、本作のメインキャラクターでは唯一の純粋な成人。バタフライチームのリーダー。
大人としてチームをとりなし纏めている。
エル / キュアマジェスティ
声 - 古賀葵
スカイランドの幼き王女。エルが今回着用しているワンピースは玩具タイアップによるデザインとなっている。
本作ではツバサと共に行動する。本編後半ではマジェスティに変身する。

#### デリシャスパーティ♡プリキュア
プリキュア
和実 ゆい（なごみ ゆい） / キュアプレシャス
声 - 菱川花菜
おいしーなタウン出身の食べる事が大好きな少女。
本作でも持ち前の食欲旺盛さを見せている。
菓彩 あまね（かさい あまね） / キュアフィナーレ
声 - 茅野愛衣
おいしーなタウン出身の紳士的な少女。かつては怪盗ブンドル団のジェントルーとしてゆい達と対立していた。
見知らぬ世界に放り出された状況でも冷静沈着に対応している。
妖精
コメコメ
声 - 高森奈津美
クッキングダム出身の妖精（エナジー妖精）で、ゆい（プレシャス）のパートナー。
終盤でプーカに力を与える際に、お子さまランチドレスを着た人間体の姿も登場する。

#### トロピカル〜ジュ！プリキュア
プリキュア
夏海 まなつ（なつうみ まなつ） / キュアサマー
声 - ファイルーズあい
あおぞら市に住む元気いっぱいな少女。
本作でも非常に活発で自由奔放な行動が多い。
ローラ / キュアラメール
声 - 日高里菜
グランオーシャン出身の人魚の少女。
本作では人魚態と人間態の両方が登場する。終盤では人魚の力を持つキュアマーメイドと共闘する。

#### ヒーリングっど♥プリキュア
プリキュア
花寺 のどか（はなでら のどか） / キュアグレース
声 - 悠木碧
すこやか市に住む穏やかな少女。
ラビリンと逸れてしまい一人でいた所をましろ達に発見され、行動を共にする（そのため当初はプリキュアに変身できなかった）。身体が病弱なため列車に乗り遅れそうになるも、再会したラビリンに助けられる。
風鈴 アスミ（ふうりん アスミ） / キュアアース
声 - 三森すずこ
地球が生み出した精霊の女性。見た目は20歳前後だが、実は生まれたばかり。
本作では外見通りの落ち着いた振る舞いを見せる。その出自から本作の世界の正体に早い段階で気が付いた。
ヒーリングアニマル
ラビリン
声 - 加隈亜衣
ヒーリングガーデン出身の妖精（ヒーリングアニマル）で、のどか（グレース）のパートナー。
のどかと逸れてしまったが、城へ向かう列車で合流を果たす。
ラテ
声 - 白石晴香
ヒーリングガーデンの王女で、アスミ（アース）のパートナー。
一人で行動して遭難しかけたゆかりを捜索した。

#### スター☆トゥインクルプリキュア
プリキュア
羽衣 ララ（はごろも ララ） / キュアミルキー
声 - 小原好美
惑星サマーン出身の宇宙人の少女。ソラやましろ達と同い年だが、母星では既に成人している。
ゆかりと考え方の違いから対立してしまうが、あげは達のとりなしで和解し、サマーン式の挨拶を行った。

#### HUGっと！プリキュア
プリキュア
薬師寺 さあや（やくしじ さあや） / キュアアンジュ
声 - 本泉莉奈
はぐくみ市出身の医師志望の少女。

#### キラキラ☆プリキュアアラモード
プリキュア
琴爪 ゆかり（ことづめ ゆかり） / キュアマカロン
声 - 藤田咲
いちご坂にすむ気まぐれな高校生の少女。
ララと対立し、一人で放浪するも遭難しかけ、あきらを思い浮かべた所、ラテに見つけ出されてララと和解した。足湯に漬かる際、あるものを見たことで世界の真実に勘づく。本編終盤で復活したあきら（ショコラ）と再会を果たした。

#### 魔法つかいプリキュア！
プリキュア
花海 ことは（はなみ ことは） / キュアフェリーチェ
声 - 早見沙織
魔法つかいの少女。元は魔法界出身の赤ちゃん妖精。
持ち前の魔法でツバサ達を助ける。城にたどり着いた際にアークを倒した。

#### Go!プリンセスプリキュア
プリキュア
春野 はるか（はるの はるか） / キュアフローラ
声 - 嶋村侑
プリンセスを目指すノーブル学園在籍の少女。
登場早々にレッサーアークたちをプリキュア・フローラルトルビヨンで迎え撃つ。

### 本作品のオリジナルキャラクター
プリム / キュアシュプリーム
声 - 坂本真綾
不思議な世界でソラが出会った、プリキュアに変身できる少女。ソラたちと一緒に旅をするも、時折プリキュアという存在に関する疑問を投げかける。いたってクールな性格の持ち主。一人称は「ボク」で少年的な口調で話す。
その正体は本作品の黒幕・シュプリームが地球人に擬態した姿である。自らが最強の存在だと確かめるため、物語開始前にその圧倒的な力でプリキュアたちを完膚なきまでに叩きのめし、プリキュアもろとも地球を破壊・消滅させた。しかし、何度も立ち上がり抗おうとするプリキュアという存在に興味を示し、それを知るための実験場として彼女達の記憶を元に世界を再構築、同じ事しか言わない弱い一般人と自らが戦うための仮想の敵・アークを生み出し、自らがプリキュアに扮して戦っていたが、元々自分の成長と闘争心しか考えていなかったことから、いくら戦ってもプリキュアの本質が理解できないままで、それはソラたちと共に行動しても同様であった。
プリキュアのことを理解できないままアークが倒されたために本性を現し、実験は終了したとして再び世界を消滅させようとしたところ、プーカが再生のためにこの世界を破壊した上で、ミラクルライトの力で地球が元の姿に戻り、復活し再び立ち上がったプリキュアたちと自らの分身を生み出して交戦するが、最終的に彼女たちの絆の力に圧倒され敗れる。
戦いの後草原の中で目を覚まし、ソラたちに鍋パーティに誘われた際に「プリキュアは一人だけではないからこそ、互いの愛や希望や絆によって生まれる強さがある」ということをようやく理解するとともに、プーカとの会話の中で、プーカを作り出したときには自身が変わり始めていたこと、そして今回自身が行った事の根源には「プリキュアという存在に無自覚ながらいつしか憧れていた」ということを悟っていた。
シュプリーム
プリム / キュアシュプリームの真の姿で、宇宙から飛来した巨大な地球外生命体。ウサギに似た頭部に4つの目、6枚の翼を持った白い龍型の怪物の姿をしている。
戦闘能力は絶大であり、あらゆる物を光の粒子に分解する破壊の力と、世界や生命を自在に創造する能力を持ち、自分自身も自由に姿を変えることができる。しかし、本人によれば破壊の力はよほどの強敵でなければ使うことがなく、プリキュア達との戦闘まで使う機会は無かったと話している。
スタッフ間の設定上の分類呼称として最初の状態は「シュプリーム・オリジン」、終盤の黒く巨大化した姿は「シュプリームγ」と名付けられている。
プーカ
声 - 種﨑敦美
不思議な世界でましろたちに助けられた妖精。プカプカしゃべるためプーカと名付けられた。非常に臆病で、また手で触れた物を光の粒子にして破壊・消滅させる力を持ち、うろたえるとその力が暴走することから、他の者とふれあうことを極端に避けていた。しかしましろたちと行動するにつれて、中でものどかが手を握って励ましたことで、次第に心を開きプリキュアたちの本質も理解するようになる。
その正体はシュプリームがプリキュアに扮するようになった際、プリキュアたちが連れていた妖精を元に、シュプリームが自身の力を分け与えて生み出した存在であったが、自らが持つ破壊能力を使うのを嫌がり、戦う事を拒んだためシュプリームから見捨てられていた。
終盤、スカイとプリズムが今なお立ち上がってシュプリームに立ち向かう姿やエルからの諭しから影響を受け、世界を元に戻しやり直させるためシュプリームの作った世界を破壊するとともにミラクルライトを出現させ、その光の力でプリキュアたちの想いとともに元の地球を蘇らせ、さらにシュプリームと戦うプリキュアたちに協力する中で新たなプリキュア・キュアプーカへと覚醒する。戦いの後は孤独の身だと言ったシュプリームに「一人じゃない」と共に歩むことを告げる。
キュアプーカ
プーカがコメコメ・ロイヤルキャンディ・キュアモフルン・キュアペコリンといった妖精たちの力を得て覚醒したプリキュア。容姿はキュアシュプリームと瓜二つであるが、ピンクと白を基調とする。
プリキュアへの覚醒と同時に喋ることが可能になった。一人称は「ボク」で、語尾に「プカ」を付ける。
アーク
不思議な世界を支配する魔王。世界の中央部にある城の中にいる。前述の通り、シュプリームが実験のために仮想の敵として生み出した存在であり、意志や生命を持たない。城に辿り着いたウィングチームに倒される。
レッサーアーク
声 - 島田岳洋、下妻由幸、玉木雅士、藤翔平、山田浩貴、バトリ勝悟
アークが使役する小型の敵。こちらが主に世界で動いている。

### シリーズの登場キャラクター
台詞が存在するキャラクターのみ担当声優を記載する。エンディングクレジットの役名表記は変身前の姿が登場しないプリキュアを含めて本名名義となっているため、本項でもこれに従って表記する。レギュラー以外のプリキュア・妖精・協力者・サブキャラクターは終盤のシュプリームとの戦闘にてミラクルライトでプリキュアたちを応援するシーンに登場するほか、一部は各シリーズ作品の名場面を元にした回想シーンでも登場する。

#### ひろがるスカイ！プリキュア
虹ヶ丘 ヨヨ（にじがおか ヨヨ）
シャララ

#### デリシャスパーティ♡プリキュア
芙羽 ここね（ふわ ここね） / キュアスパイシー
華満 らん（はなみち らん） / キュアヤムヤム
パムパム
メンメン
ローズマリー
品田 拓海（しなだ たくみ） / ブラックペッパー

#### トロピカル～ジュ！プリキュア
涼村 さんご（すずむら さんご） / キュアコーラル
一之瀬 みのり（いちのせ みのり） / キュアパパイア
滝沢 あすか（たきざわ あすか） / キュアフラミンゴ
くるるん
アウネーテ / キュアオアシス
人魚の女王 / メルジーヌ・ミューゼス・ムネモシュネ
白鳥 百合子（しらとり ゆりこ）

#### ヒーリングっど♥プリキュア
沢泉 ちゆ（さわいずみ ちゆ） / キュアフォンテーヌ
平光 ひなた（ひらみつ ひなた） / キュアスパークル
ペギタン
ニャトラン
テアティーヌ
益子 道男（ますこ みちお）

#### スター☆トゥインクルプリキュア
星奈 ひかる（ほしな ひかる） / キュアスター
声 - 成瀬瑛美
天宮 えれな（あまみや えれな） / キュアソレイユ
香久矢 まどか（かぐや まどか） / キュアセレーネ
ユニ / キュアコスモ
フワ
プルンス
スターロケット / AI
姫ノ城 桜子（ひめのじょう さくらこ）
軽部 タツノリ（かるべ タツノリ）

#### HUGっと！プリキュア
野乃 はな（のの はな） / キュアエール
声 - 引坂理絵
輝木 ほまれ（かがやき ほまれ） / キュアエトワール
愛崎 えみる（あいさき えみる） / キュアマシェリ
ルールー・アムール / キュアアムール
はぐたん / キュアトゥモロー
キュアトゥモローの姿は映画初登場で、はぐたんとは別の存在として登場する。
ハリハム・ハリー
若宮 アンリ（わかみや アンリ） / キュアアンフィニ
映画初登場。

#### キラキラ☆プリキュアアラモード
キュアペコリン、人間態としてのリオ、ビブリー、ルミエルは映画初登場。
宇佐美 いちか（うさみ いちか） / キュアホイップ
声 - 美山加恋
剣城 あきら（けんじょう あきら） / キュアショコラ
声 - 森なな子
有栖川 ひまり（ありすがわ ひまり） / キュアカスタード
立神 あおい（たてがみ あおい） / キュアジェラート
キラ星 シエル（キラほし シエル） / キュアパルフェ
ペコリン / キュアペコリン
いちご山の長老
リオ
ビブリー
ルミエル

#### 魔法つかいプリキュア!
朝日奈 みらい（あさひな みらい） / キュアミラクル
声 - 高橋李依
十六夜 リコ（いざよい リコ） / キュアマジカル
モフルン / キュアモフルン
魔法学校の校長
魔法の水晶 / キャシー

#### Go!プリンセスプリキュア
カナタ、ゆうき、先代プリンセスプリキュアは映画初登場。
海藤 みなみ（かいどう みなみ） / キュアマーメイド
声 - 浅野真澄
天ノ川 きらら（あまのがわ きらら） / キュアトゥインクル
紅城 トワ（あかぎ トワ） / キュアスカーレット
パフ
アロマ
ミス・シャムール
クロロ
七瀬 ゆい（ななせ ゆい）
カナタ
藍原 ゆうき（あいはら ゆうき）
一条 らんこ（いちじょう らんこ）
チエリ / 先代キュアフローラ
ユラ / 先代キュアマーメイド
セイ / 先代キュアトゥインクル

#### ハピネスチャージプリキュア!
まりあ（テンダー）、ミラージュ、ファンファン、世界各国のプリキュアは映画初登場。
愛乃 めぐみ（あいの めぐみ） / キュアラブリー
声 - 中島愛
白雪 ひめ（しらゆき ひめ） / キュアプリンセス
大森 ゆうこ（おおもり ゆうこ） / キュアハニー
氷川 いおな（ひかわ いおな） / キュアフォーチュン
リボン
ぐらさん
相楽 誠司（さがら せいじ）
ブルー
増子 美代（ますこ みよ）
氷川 まりあ（ひかわ まりあ） / キュアテンダー
ミラージュ / キュアミラージュ
ファンファン
オハナ / キュアサンセット
オリナ / キュアウェーブ
ボンバーガールズプリキュア
キュアアール
ワンダフルネットプリキュア
キュアナイル

#### ドキドキ!プリキュア
相田 マナ（あいだ マナ） / キュアハート
声 - 生天目仁美
菱川 六花（ひしかわ りっか） / キュアダイヤモンド
四葉 ありす（よつば ありす） / キュアロゼッタ
剣崎 真琴（けんざき まこと） / キュアソード
円 亜久里（まどか あぐり） / キュアエース
アイちゃん
レジーナ
ジョー岡田
セバスチャン / キュアセバスチャン
キュアエンプレス
映画初登場。

#### スマイルプリキュア!
星空 みゆき（ほしぞら みゆき） / キュアハッピー
声 - 福圓美里
日野 あかね（ひの あかね） / キュアサニー
黄瀬 やよい（きせ やよい） / キュアピース
緑川 なお（みどりかわ なお） / キュアマーチ
青木 れいか（あおき れいか） / キュアビューティ
キャンディ / ロイヤルキャンディ
ロイヤルキャンディの姿は映画初登場。
ポップ
FUJIWARA
映画初登場。同作品第17話のゲストキャラクターとして登場した際の姿で登場。

#### スイートプリキュア♪
北条 響（ほうじょう ひびき） / キュアメロディ
声 - 小清水亜美
南野 奏（みなみの かなで） / キュアリズム
黒川 エレン（くろかわ エレン） / キュアビート
調辺 アコ（しらべ アコ） / キュアミューズ
ハミィ
フェアリートーン
アフロディテ
メフィスト
調辺 音吉（しらべ おときち）

#### ハートキャッチプリキュア!
花咲 つぼみ（はなさき つぼみ） / キュアブロッサム
声 - 水樹奈々
来海 えりか（くるみ えりか） / キュアマリン
明堂院 いつき（みょうどういん いつき） / キュアサンシャイン
月影 ゆり（つきかげ ゆり） / キュアムーンライト
シプレ
コフレ
ポプリ
花咲 薫子（はなさき かおるこ） / キュアフラワー
キュアフラワーの姿は映画初登場。
コッペ
番 ケンジ（ばん ケンジ）

#### フレッシュプリキュア!
桃園 ラブ（ももぞの ラブ） / キュアピーチ
声 - 沖佳苗
蒼乃 美希（あおの みき） / キュアベリー
山吹 祈里（やまぶき いのり） / キュアパイン
東 せつな（ひがし せつな） / キュアパッション / イース
イースの姿は回想シーンで登場。
シフォン
タルト
アズキーナ
ミユキ
カオルちゃん
ウエスター
サウラー

#### Yes！プリキュア5GoGo!
夢原 のぞみ（ゆめはら のぞみ） / キュアドリーム
声 - 三瓶由布子
夏木 りん（なつき りん） / キュアルージュ
春日野 うらら（かすがの うらら） / キュアレモネード
秋元 こまち（あきもと こまち） / キュアミント
水無月 かれん（みなづき かれん） / キュアアクア
美々野 くるみ（みみの くるみ） / ミルキィローズ
ココ / 小々田 コージ（ここだ コージ）
コージの姿は回想シーンで登場。
ナッツ
シロップ
メルポ
ブンビー
フローラ
増子 美香（ますこ みか）

#### ふたりはプリキュア Splash☆Star
日向 咲（ひゅうが さき） / キュアブルーム・キュアブライト
声 - 樹元オリエ
美翔 舞（みしょう まい） / キュアイーグレット・キュアウィンディ
ムープ
フープ
霧生 満（きりゅう みちる）
霧生 薫（きりゅう かおる）
フィーリア

#### ふたりはプリキュア MaxHeart
美墨 なぎさ（みすみ なぎさ） / キュアブラック
声 - 本名陽子
雪城 ほのか（ゆきしろ ほのか） / キュアホワイト
声 - ゆかな
九条 ひかり（くじょう ひかり） / シャイニールミナス
ルルン
光の園の長老
ウィズダム
越野 夏子（こしの なつこ）
森 京子（もり きょうこ）

#### プリキュアオールスターズNewStageシリーズ
坂上 あゆみ（さかがみ あゆみ） / キュアエコー
グレル
エンエン

## 本作品のプリキュア

### キュアシュプリーム
プリムが変身するプリキュア。
淡いグリーンと白を基調としている。髪型はツーサイドアップとは別に頭頂部をウサギの耳のように立てている。服装は肩出しのワンピースの下にかぼちゃパンツを着用し、胸元は虹色のリボンで囲まれている。腕にアームカバーを付け、白いタイツとショートブーツを履いている。全体的にウサギの意匠が取り入れられており、髪飾りや胸元のウサギ型のエンブレムは緑色のクリスタルがはめ込まれ、背中にはピンク色のウサギ状の紋章が描かれている。
前記の通りシュプリームがプリキュアに擬態した姿であり、純正のプリキュアではない。本性を現した後は、コスチュームの白い部分や髪色が黒に置き換わった姿（スタッフ間の呼称は「シュプリームβ」）に変わっている。プリキュアに破れ目覚めたときはβの黒い姿ながら髪色は通常時のものに戻り、エンブレムのクリスタルも水色に変わっている。
関連アイテム
シュプリームフォン
エンディング映像内でプリムが手に持つ、プリキュアに変身する際に使用するアイテム。

## スタッフ
- 原作 - 東堂いづみ
- 漫画 - 上北ふたご（講談社「なかよし」連載）
- 製作 - 高木勝裕、吉村文雄、西出将之、古澤圭亮、野田孝寛、佐藤澄宣
- 企画 - 村瀬亜季、田中昴
- 監督・絵コンテ - 田中裕太[14]
- 演出 - 平池綾子、宮原直樹
- 脚本 - 田中仁[14]
- 総作画監督・キャラクターデザイン - 板岡錦[14]
- プリキュアシリーズキャラクターデザイン - 稲上晃、川村敏江、香川久、馬越嘉彦、高橋晃、佐藤雅将、中谷友紀子、宮本絵美子、井野真理恵、山岡直子、油布京子、斎藤敦史
- 作画監督 - 板岡錦、中谷友紀子、油布京子、楠木智子、芦谷耕平、高橋晃、馬越嘉彦、Francis Caneda、Joey Calangian、Regienald Manabat、管振宇、沼田広、横田守、上野ケン、稲上晃、斎藤敦史、宮本絵美子、山岡直子
- 色彩設計 - 清田直美[14]
- 美術監督 - 林竜太[14]
- 美術デザイン - 渡邉匡城
- イメージボード - 坂下裕太
- 美術監修 - 西田渚
- CGプロデューサー - 野島淳志
- CGディレクター - 高橋友彦、山口一夫
- エンディング演出 - 宮原直樹
- 撮影監督 - 大島由貴、髙橋賢司[14]
- 編集 - 麻生芳弘
- 録音 - 林奈緒美
- 音響効果 - 石野貴久
- 音響制作 - タバック
- 録音スタジオ - 東映デジタルセンター
- 音楽 - 深澤恵梨香[14]
- 音楽特別協力 - 高木洋、林ゆうき、寺田志保
- 選曲 - 水野さやか
- 音楽協力 - マーベラス、東映アニメーション音楽出版、ライトソング音楽出版、MOAI、bransic
- 音楽プロデューサー - 井上洸、犬塚舞、久住小百合
- 制作担当 - 吉田智哉、本田竜馬[14]
- アニメーション制作 - 東映アニメーション
- 制作 - 映画プリキュアオールスターズF製作委員会（東映アニメーション、東映、ABCアニメーション、バンダイ、ADKエモーションズ、マーベラス）
- 配給 - 東映

## 主題歌
映画主題歌（エンディングテーマ）「うれしくて」
作詞・作曲 - 水野良樹 / 編曲 - 蔦谷好位置 (agehasprings)、長橋健一 (agehasprings Party) / 歌 - いきものがかり（ソニー・ミュージックレーベルズ）
スカイとプリズムが歴代シリーズ作品の名場面や一緒にいるプリムとプーカの姿が壁に映し出されている夜の街並みを歩いたのち、青空が広がる開けた場所にある湖に囲まれた噴水のステージで歴代全プリキュアとダンスする。この際『ひろがるスカイ』の5人はスカイミラージュ、他のプリキュアはミラクルライトを振っている。
『ひろがるスカイ!プリキュア』第33話・第34話では本放送・TVerの見逃し配信時のみテレビサイズに編集したバージョンをエンディングで使用。放送終了後には同バージョンのエンディングムービーがプリキュア公式YouTubeチャンネルにて公開された。
オープニングテーマ「For "F"」
作詞 - 青木久美子 / 作曲・編曲 - 森いづみ / 歌 - 石井あみ・Machico
挿入歌「All for one Forever」
作詞 - こだまさおり / 作曲・編曲 - 森いづみ / 歌 - 吉武千颯 & 礒部花凜/北川理恵/駒形友梨/Machico/宮本佳那子
『ひろがるスカイ』第35話・第36話では本放送・TVerの見逃し配信時のみ後述の通り本作品の戦闘シーンのハイライト映像を用いたバージョンをエンディングで使用。

## プロモーション

### 前売り券・ムビチケ
ムビチケ前売券
2023年7月14日から9月14日まで発売。ポスタービジュアルと『ひろがるスカイ』のキャラクター及びプーカがミラクルライトを持つ場面のスチールの2種で、劇場販売分には「つなげて はねキーホルダー」2種が先着計10万個（各5万個）、オンライン販売分には映画オリジナルスマホ壁紙がそれぞれ特典として付くほか、公式ショップの『プリキュア プリティストア』大阪本店・東京店と前売券通販サイトメイジャーではシリーズ20周年にちなみ先述の2枚に加え、板岡錦描き下ろしによるキャラクタービジュアル18種の計20種が販売され、メイジャーでは20種のムビチケセットに加え、『コンプリート台紙』特典として付属される。また、後述の通り8月17日に開催されたプロ野球試合会場にて前売券を購入すると先着で映画ポスターがプレゼントされた。
@Loppi限定 グッズ付ムビチケコンビニ券
2023年7月14日から9月14日までの期間、本作品の公開を記念したグッズ付のムビチケコンビニ券を全国のローソン店内のLoppiにて予約受付を実施。付属するグッズには、オリジナルスカイトーン、ポーチ、ネックストラップがセットの「どこでもおでかけグッズ」、歴代妖精が描かれた「フェアリーポーチ」、歴代プリキュアが描かれたマイクロファイバータオル、マグカップ、クッションカバーがセットの「おうちでリラックスセット」の全3種類が用意された。

### 入場者プレゼント
「復活！ミラクルライト」と「Film Collection クリアカード」はいずれも公開初日の2023年9月15日より配布開始。また、映画公式X（旧・Twitter）・テレビシリーズ公式Instagram・プリキュア公式Tiktokの公式アカウントでは「＃映画プリキュアFを繋ごう」を付けた上で、映画の感想を投稿した中から抽選でプリキュア関連グッズが貰えるキャンペーンでは入場者プレゼントの写真とともに投稿すると、抽選で賞品がプレゼントされる施策も行われた。
「復活！ミラクルライト」
今回のミラクルライトは「復活！ミラクルライト」として、初めて発光部がピンクとブルーの2種類がランダム配布される（これまでの作品同様豪華版の劇場売店での販売もあり）。全国70万個限定で中学生以下限定で配布。後述の復活祭上映でも2月2日に配布される。
Film Collection クリアカード
アルファベットで「PRECURE」と大きく書かれた背景をバックに各シリーズごとのプリキュアがそれぞれ描かれた20枚のクリアカードとなっている。全国60万個限定で大人を含めた入場者全員に全20種類中1枚プレゼント。あわせてカードには2024年1月20日・21日に横浜アリーナで開催されたシリーズ20周年記念のライブイベント『全プリキュア 20th Anniversary LIVE!』のチケット先行抽選用シリアル入りチラシを封入、9月15日12時から10月15日23時59分まで同プレゼント所有者向けの先行抽選受付を実施する。
Film Collection クリアカード NEW デザイン ver.
2023年10月7日から4週連続にわたって絵柄が異なるクリアカードを配布。第1弾として同日から13日に『ひろがるスカイ』のプリキュア4人（キュアスカイ、キュアプリズム、キュアウィング、キュアバタフライ）とエルが描かれたカードを全国合計10万個、第2弾として10月14日から20日に『無印』のキュアブラック、『Splash☆Star』のキュアブルーム、『5』のキュアドリーム、『フレッシュ』のキュアピーチ、『ハートキャッチ』のキュアブロッサム、『スイート』のキュアメロディ、『スマイル』のキュアハッピー、『ドキドキ』のキュアハート、『ハピネスチャージ』のキュアラブリーがそれぞれ描かれたカード、第3弾として10月21日から27日にスカイチームのキュアプレシャス&コメコメ、キュアサマー、プリズムチームのキュアフィナーレ、キュアラメール、キュアグレース&ラビリン、ウィングチームのキュアアンジュ、キュアフェリーチェ、キュアフローラ、バタフライチームのキュアアース&ラテ、キュアミルキー、キュアマカロンがそれぞれ描かれたカード、第4弾として28日から数量切れまでキュアシュプリーム、キュアプーカが描かれたカードが配布される。第2弾以降は数量限定で無くなり次第配布終了となる。
Futureビジュアルカード
2023年11月25日に丸の内TOEI（東京都中央区）で開催された感謝祭上映会、ならびに全国の映画館にて同上映会の様子を中継したライブビューイング会場にて配布。板岡錦描き下ろしのビジュアルカードとなっており、キュアスカイ、キュアプリズム、キュアシュプリーム、キュアプーカの4人が描かれている。
プリキュア20周年オリジナルビジュアルカード
2023年12月28日から2024年1月9日までイオンシネマみなとみらい、イオンシネマ港北ニュータウン、横浜ブルク13の3館で実施されたリバイバル上映にて配布。クロスゲート（横浜市中区）の大型懸垂幕で使用されたシリーズ20周年のオリジナルビジュアル（後述参照）がカードとして期間限定で配布された。
映画 プリキュアオールスターズF 復活祭上映
2024年2月1日から4日に丸の内TOEIにて実施されたイベントでは2月1日に「プリキュアサイン入り金テープ」と「板岡錦描き下ろしオリジナルカード」、2月2日に「復活！ミラクルライト」、2月3日に「プリキュア20周年クリアカード」、2月4日に「ひろがるスカイ！プリキュア & わんだふるぷりきゅあ！ クリアカード」がそれぞれ配布された。

### イベント・キャンペーン・プロジェクト
いこーよ
前作品のシリーズ単独映画『映画 デリシャスパーティ♡プリキュア 夢みる♡お子さまランチ!』に引き続き、本作品でもアクトインディが運営する子供のお出かけ情報サイト『いこーよ』が、製作委員会と共同でプリキュア好きの親子を対象に本作品の魅力を発信することを目的としたアンバサダープロジェクトを始動。2023年6月1日から6月21日12時までアンバサダーを募集し、7月26日に東京都内某所にて400名を超える応募者の中からアンバサダーを選出する任命式を実施、7月中旬から9月末までの期間で展開され、リアルイベントで映画の魅力を伝える親子10組20名の「いこーよ アンバサダー」と、場所の制限がなく参加できる親子29組59名の「いこーよ リモート・アンバサダー」の2つのチームに分担して活動、本作品をSNSで情報発信するプログラムとなっていた。このうち前者の「 - アンバサダー」は、東京都内で開催された『映画 HUGっと!プリキュア♡ふたりはプリキュア オールスターズメモリーズ』上映会と本作品の完成披露イベント（後述）、後者の「 - リモート・アンバサダー」は任命式と本作品の公開記念舞台挨拶にそれぞれ参加した。
アニメ「プリキュア」20周年記念 書店フェア＆プレゼントキャンペーン
2023年7月14日からトーハンが講談社の協力によりプリキュアシリーズ放送開始20周年を記念した書店フェアとプレゼントキャンペーンを実施。書店フェアでは9月3日まで全国527店舗の書店にて対象のプリキュアシリーズ関連書籍を購入すると本作品のオリジナルポストカード全5種類の中から1冊購入で1枚貰える。また、プレゼントキャンペーンでは対象の書店にて商品問わず税込1500円以上の購入で応募券が1枚進呈され、キャンペーンサイトから応募すると抽選で500名に賞品がプレゼントされる。
映画公開記念 クイズラリー
2023年8月4日7時から10月1日23時59分までの期間、一部を除く全国の映画館で本作品の公開を記念したクイズラリーを開催。映画館または近隣施設に掲示されたポスターに記載のQRコードを読み取り、特設サイトをスタッフに提示すると先着で本作品のオリジナルステッカーが貰えたほか、映画館または周辺施設に掲示された5枚のクイズポスターの問題を解き特設サイトから応募すると抽選で20名にプリキュア声優サイン入り映画ポスターや「めざせ！あこがれのわたし プリキュアミラーパッドオールスター」などがプレゼントされた。
復活!ミラクルライトでゲットキャンペーン
2023年9月15日から10月9日までの期間、一部の対象施設・店舗にてスタッフや店員などにミラクルライトを提示すると各種特典のプレゼントや商品・料理・サービスの無料追加、料金割引などの特典が受けられたほか、対象店舗のうちの一部店舗ではこのキャンペーンとは別にタイアップキャンペーンも併せて実施されていた。
「夏休みわくわくこどもキャンペーン」都営バス みんくる×『映画プリキュアオールスターズF』スタンプラリー
2023年8月11日から9月18日までの期間に都営バス都02・02乙系統の沿線施設4ヶ所にスタンプ台を設置し、都営バスの車内や営業所・支店・定期券発売所、都営地下鉄各駅構内（一部駅除く）にあるリーフレットにスタンプを押して応募ハガキを送ると、抽選でプレゼントが当たるキャンペーンを実施した。また、スタンプラリー開催に合わせて8月11日から9月30日までの期間、池86・上58・早77の3系統でラッピングバスも運行した。
＃推しキュア SNS投稿キャンペーン
2023年8月13日から9月14日までの期間、映画公式X（旧・Twitter）、テレビシリーズ公式Instagramをフォローの上、全77人のプリキュアの中から好みや応援、思い出のプリキュアとなる「推しキュア」を選択、そのプリキュアに対する思いを入力して投稿すると、抽選で賞品がプレゼントされた。
JOYSOUND
2023年9月15日から12月14日までの期間、本作品の公開を記念して「JOYSOUND MAX GO」を導入している店舗のカラオケルームにて、『映画 プリキュアオールスターズNewStage3 永遠のともだち』をJOYSOUNDの映像コンテンツサービス「みるハコ」にて無料で配信。さらに、2023年9月1日11時から10月31日23時59分までの期間、「JOYSOUND MAX」シリーズ（MAX、MAX 2、MAX GO）を導入している店舗のカラオケルームにて本作品とのコラボレーションによるプレゼント企画を展開しており、「MAX」シリーズ機種にて会員制SNSサービス「うたスキ」にログインの上、課題曲となるJOYSOUNDにて配信中のテレビシリーズのオープニング・エンディング主題歌を1曲以上歌唱して特設サイトから応募すると抽選で1名に「スペシャル賞」として「選べる！お好きなプリキュアの20周年描き下ろしイラストキャンパスボード」、3名に「プリキュア20周年賞」として20周年記念デザインアクリルパネル、20名に「ひろがるスカイ！プリキュア賞」プリキュアグッズがそれぞれプレゼントされた。
ディッパーダン
2023年8月25日から9月24日までの期間、本作品の公開を記念したタイアップキャンペーンを実施。対象店舗にて税込500円以上の注文時にディッパーダン公式サイトの「WEBクーポン」画面を店員に提示すると、「ラミカ」1枚が貰えるほか、本作品公開日の9月15日からは既に前述で述べている「復活！ミラクルライト」を実施店舗にてクレープ注文時に店員への提示で対象ドリンクのSサイズが1杯プレゼントされる。また、SNSと連動したキャンペーンも実施されており、ディッパーダン公式X（旧・Twitter）をフォローの上、公式指定のキャンペーン投稿をリポスト（リツイート）するか、公式Instagramをフォローの上、クレープやラミカを撮影し、「＃ディッパーダン」「＃映画プリキュア」「＃クレープで繋ぐ」をつけて投稿すると、抽選で10名に本作品のポスターがプレゼントされた。
TOHOシネマズ
2023年9月15日より、全国のTOHOシネマズまたはインターネットで『ひろがるスカイ』のプリキュア4人（キュアスカイ、キュアプリズム、キュアウィング、キュアバタフライ）とエルが描かれたクレジット機能のない本作品のシネマイレージカードを全国先着2万枚の数量限定で発行。また、9月1日11時から9月10日23時59分までの期間、TOHOシネマズ公式X（旧・Twitter）をフォローの上、公式指定のキャンペーン該当投稿をリポスト（リツイート）すると1リポストにつき一口応募可能な「フォロー&リポストキャンペーン」も実施。抽選で5組10名に本作品のムビチケオンライン券の親子ペア券を一般券・小人券各1枚のセットでプレゼントされた。
イオンモール富士宮
2023年9月9日から9月24日までの期間、本作品の公開を記念したイベントを開催。会場では館内各所を巡りながら問題を解くとオリジナルステッカーが貰えるクイズラリーのほか、1階通路ではプリキュアシリーズ20周年と本作品の公開を記念したシリーズ映画32作品の映画ポスターが展示された。また、1階さくらコートでは9月16日にキュアスカイと『ハートキャッチ』のキュアマリン、9月17日にスカイと『デリシャスパーティ』のキュアプレシャスが参加するグリーディングイベントも実施した。
バンダイナムコアミューズメント
2023年9月15日から10月22日までの期間、ナムコの一部対象店舗でオリジナルグッズが貰えるプレゼントキャンペーンを実施。期間中、ナムコポイントアプリでは『無印』から『トロピカル〜ジュ』のキュアサマーとキュアラメールまでの「プリコーデドール」11種が抽選で合計5名にプレゼントされた。あわせてスタッフにミラクルライトまたは本作品の鑑賞済チケットを提示すると、ナムコ限定のホロステッカーを2枚セットでプレゼントされるほか、クレーンゲームの景品に、本作品に登場するプリキュアのぬいぐるみを投入する施策も行われた。
天王寺駅周辺施設（阿倍野・天王寺地区）
2023年9月15日から10月12日までの期間、あべのアポロシネマ及び入居するアポロビル・ルシアスビルとあべのキューズモールの4施設合同で本作品の公開を記念したスタンプラリー『プリキュアラリーinあべの』を実施。館内4ヶ所に設置されたスタンプをラリーシートに押し、キューズモール内のプリキュア プリティストア大阪本店に提示して参加賞が貰えたほか、応募用紙をあべのアポロシネマの応募ボックスに投函すると抽選で賞品がプレゼントされた。
『プライムデー「いきものがかり」限定ライブ』
2023年10月16日に東京都江東区の豊洲PITで開催されたAmazon Musicによるいきものがかりの音楽ライブ。Amazon Music Primeにて同グループの楽曲を再生、Music専用のスタンプを獲得したアマゾンプライム会員の中から抽選で750組1500名と、同グループのオフィシャルファンクラブ会員500名が招待され、会場にはゲストとして初代プロデューサーの鷲尾天、関根明良、本名陽子が出演、本作品や『キボウノチカラ』のオープニング主題歌、シリーズ20周年にまつわる限定トークを展開した。また本ライブの模様は「Amazon Music Live：いきものがかり」としてTwitchのAmazon Music Japanチャンネルで配信された。

### 映画プリキュアが繋ぐ20の絆
本作品の公開を記念し、公開に先駆けプリキュアシリーズ20周年にちなんだ20の企画が全国各地で実施された。また、各企画や施策に参加し映画公式X（旧・Twitter）・テレビシリーズ公式Instagram・プリキュア公式Tiktokの公式アカウントのいずれかをフォローし「#映画プリキュアが繋ぐ20の絆」を付けた上で、イベントの写真・動画を投稿した中から抽選で豪華賞品が貰えるキャンペーンも実施された。なお企画の順番はプリキュア公式YouTubeチャンネルで公開された記録動画を元にしている。
博多どんたく港まつり
福岡県福岡市にて毎年5月3日と5月4日に開催される祭りイベント。企画第1弾として実施され、5月3日の17時30分頃より、『ひろがるスカイ』のキュアスカイ・キュアプリズム、『デリシャスパーティ』『トロピカル〜ジュ！』のメンバー全員を含めた計11人のプリキュアが「映画プリキュアオールスターズ F どんたく隊」として参加した。
「おかやま夏旅キャンペーン」 オープニングイベント
岡山県岡山市のイオンモール岡山 1階未来スクエアにて7月1日10時から17時に開催された観光名所デスティネーションキャンペーンのオープニングイベント。企画第2弾として実施され、会場にはキュアスカイと『フレッシュ』のキュアピーチが参加、11時30分から12時まで同キャンペーンの成功を祈願した桃開き（鏡開き）のほか、13時40分と16時10分にそれぞれ彼女らによるフォトセッションが行われた。
火の国まつり
熊本県熊本市にて毎年8月5日に開催される祭りイベント。企画第3弾として実施され、会場にはキュアスカイとキュアウィング、炎に関連するプリキュアとして『Go!プリンセス』のキュアスカーレット、『ドキドキ』のキュアエース、『5/GoGo!』のキュアルージュが参加した。
仙台七夕まつり
宮城県仙台市にて毎年8月6日から8日に開催される七夕イベント。8月6日に企画第4弾として実施され、会場にはキュアスカイとキュアプリズム、七夕に関連するプリキュアとして『スター☆トゥインクル』のキュアスターとキュアミルキーが参加した。
神明の花火大会
山梨県西八代郡市川三郷町にて毎年8月7日に開催される花火大会。企画第5弾として実施され、会場にはキュアスカイとキュアバタフライ、『魔法つかい』のプリキュア3人（ミラクル、マジカル、フェリーチェ）が参加した。
よさこい祭り
高知県高知市にて毎年8月9日から12日に開催される祭りイベント。8月11日に企画第6弾として実施され、会場にはキュアスカイとキュアプリズム、『HUGっと』のキュアエール、『ハピネスチャージ』のキュアラブリー、『ハートキャッチ』のキュアマリンが参加した。
サントピアワールド
新潟県阿賀野市の遊園地、サントピアワールドにて、8月12日に企画第7弾として実施。キュアプリズム、『Go!プリンセス』のキュアフローラ、『ハートキャッチ』のキュアブロッサム、『Splash☆Star』のキュアブルームが参加するフォトセッションのほか、ムビチケがプレゼントされる同園園長とのジャンケン大会が行われた。また、8月9日から9月30日までの期間に園内を巡るクイズラリーを開催、フォトスポットとして園内にスタンディーやバナーを設置したほか、前述の「復活！ミラクルライトでゲットキャンペーン」の一環としてミラクルライトの提示で入園料が半額になる施策も行われた。
プロ野球パ・リーグ公式戦 北海道日本ハムファイターズ×千葉ロッテマリーンズ
北海道北広島市のエスコンフィールドHOKKAIDOにて2023年8月17日に行われた試合。企画第8弾として実施され、同試合の5回裏終了後、会場にキュアスカイ、キュアプリズム、『トロピカル〜ジュ』のキュアサマー、『Splash☆Star』のキュアイーグレット、『無印』のキュアホワイトが登場し、ファイターズガールとYMCAダンスを披露したほか、試合前の16時30分より球場外のスペース・WIND PLAZA内のやぐら上で盆踊りも実施。また、会場に設けられた特設ブース内ではムビチケ前売券を販売、購入者に映画ポスターが先着でプレゼントされた。
東武ワールドスクウェア
東武ワールドスクウェア（栃木県日光市）にて、企画第9弾として2023年8月19日にはキュアスカイとキュアプリズム、『アラモード』のキュアホイップとキュアマカロンが参加するフォトセッションを実施。あわせて2023年8月11日から10月1日まで、本作品とのタイアップキャンペーンも実施。同日より園内に隠れたバンダイのデフォルメフィギュアシリーズ「ぷりきゅ～と」を探索するイベント、8月17日からは園内を巡るクイズラリーがそれぞれ開催された。あわせてミラクルライトの提示で「東武ワールドスクウェアポストカード」がプレゼントされる施策も行われた。
富士見台高原ロープウェイ ヘブンスそのはら
富士見台高原ロープウェイ ヘブンスそのはら（長野県下伊那郡阿智村）にて企画第10弾として2023年8月26日にキュアプリズムと『ヒーリングっど』のキュアグレースが参加するSNSへの投稿可能な写真撮影を実施。このほかフォトスポットやクイズラリーも実施された。また、2023年10月7日から11月19日まで『ひろがるスカイ』とのコラボイベントも開催された。
東京ドイツ村
東京ドイツ村（千葉県袖ケ浦市）にて、企画第11弾として8月27日にはキュアスカイとキュアプリズム、『スイート』のキュアメロディとキュアリズムが参加するグリーティングイベントを実施。また、2023年8月10日から10月9日までの期間、本作品とのタイアップキャンペーンを開催、園内を巡るクイズラリーの開催や、プリキュアのフォトスポットを設置した。また前述の「復活！ミラクルライトでゲットキャンペーン」の一環としてミラクルライトの提示でこども動物園の「動物のエサ」が無料プレゼントされるほか、東京ドイツ村の公式Instagramにて本作品のムビチケが抽選で貰える施策も行われた。
日本女子フットサルリーグ2023-2024 第9節 立川アスレティックFCレディース対流経大メニーナ龍ケ崎
東京都立川市のアリーナ立川立飛にて9月2日に開催された試合において、企画第12弾および立川アスレティックFC主催イベント「TACHIHI DAY 青夏2023」の一環として、本作品とのコラボレーションを実施。キュアスカイとキュアプリズム、『フレッシュ』のキュアベリー、『5GoGo!』のミルキィローズが登場し、キックオフセレモニーのプレゼンターを務めたほか、ハーフタイムでは立川女子高等学校ダンス部と本作品オープニングテーマ「For “F”」のダンスを披露した。
完成披露イベント
東京都江東区のユナイテッド・シネマ豊洲（アーバンドック ららぽーと豊洲内）にて、2023年9月10日に本作品の先行上映と出演声優及び『ひろがるスカイ』の5人のプリキュアが登壇する舞台挨拶イベントが行われた。本企画では第13弾として組み込まれている。
福岡空港
福岡県福岡市博多区の福岡空港にて開催される『空の日イベント』に、企画第14弾として9月16日にはキュアスカイ、キュアウィングと『アラモード』のキュアパルフェが参加するグリーティングイベントを国内線ターミナルビル3階南側のTSUTAYA横イベントスペースにて実施した。
梅田スカイビル
大阪府大阪市北区の梅田スカイビル39階空中庭園展望台にて、9月13日から10月9日まで映画公開記念のポスター・スタンディの展示を開催、企画第15弾として9月16日にはキュアスカイと『スマイル』のキュアサニーが参加するグリーティングイベントも行った。あわせてオリジナルグッズのプレゼントキャンペーンやミラクルライトの提示で小学生以下の入場料が無料になる施策も行われた。
横浜ランドマークタワー69階展望フロア「スカイガーデン」
神奈川県横浜市西区・みなとみらいの横浜ランドマークタワー69階展望フロア「スカイガーデン」にて、企画第16弾として9月18日にはキュアスカイ、キュアプリズムと『5』のキュアドリームが参加するグリーティングイベントを実施した。あわせて、同施設では映画に関するパネル展示やポスターのフォトスポット設置、ミラクルライトの提示で各種商品の割引や景品のプレゼントが受けられる施策も行われた（詳細はひろがるスカイ!プリキュア#イベントを参照）。
名鉄百貨店
愛知県名古屋市中村区の名鉄百貨店本店にてタイアップを実施。2023年8月30日から9月5日まで、メンズ館1階エントランス前の「ナナちゃん人形」が『無印』シリーズのキュアブラックの衣装を着用した「キュアブラックナナちゃん」になるほか、9月13日から9月26日にはメンズ館6階連絡通路でシリーズ映画全32作品のポスターパネル展を開催、本館4階のめいキッズ☆ランド特設会場では企画第17弾として、9月23日にキュアスカイ、24日にキュアブラックが登場するキャラクターグリーティングを実施した。
三島スカイウォーク
静岡県三島市の三島スカイウォークにて、企画第18弾として9月30日にはキュアスカイと『スマイル』のキュアハッピー、10月1日にはキュアプリズムと『スマイル』のキュアピースが参加するグリーティングイベントを実施。また、9月9日から10月1日までの期間、園内5か所を巡って抽選でプレゼントが貰えるクイズラリーの開催や、プリキュアのフォトスポットパネルも設置された。あわせて同施設内にある「みかんジュース専門店　甘柑みかん」では、ミラクルライトの提示で生みかんジュースMサイズからLサイズへの増量が無料になる施策も行われた。
赤い羽根共同募金
北海道札幌市で2023年10月1日に開催された、「赤い羽根共同募金オープニングセレモニー」の街頭募金活動に、企画第19弾としてキュアスカイと『フレッシュ』のキュアパッションが参加、あわせて同日より全国一斉で本作品とのコラボレーション企画を実施。これに先駆け同年9月から北海道内並びに全国各地で同企画のポスターが掲示されるほか、共同募金会または市町村共同募金委員会窓口にて一定額以上、または10月1日に開催されたセレモニーにて募金すると、謝礼として本作品とのコラボクリアファイルが進呈された。
波の上わくわくキッズランド
沖縄県那覇市の波の上わくわくキッズランドにて、企画第20弾として10月1日にキュアスカイと『トロピカル〜ジュ！』のキュアサマー、『Go!プリンセス』のキュアマーメイドが参加するフォトセッションを実施した。

### 横浜市とのタイアップ
2012年3月公開の『映画 プリキュアオールスターズNewStage みらいのともだち』で横浜みなとみらい21が舞台となって以来、観光や子育て施策でタイアップを行っている横浜市は東映アニメーション及び東映エージエンシーと連携協定を締結し、本作品公開及びシリーズ20周年に伴う同市のにぎわい創出施策を実施した。前述の「スカイガーデン」でのグリーティングなどのイベントの実施をはじめ、既に発表されている『全プリキュア展 〜20th Anniversary Memories〜』（パシフィコ横浜ノース、2023年12月28日 - 2024年1月9日開催）『全プリキュア 20th Anniversary LIVE!』（横浜アリーナ、2024年1月20日・21日開催、詳細は当該項目を参照）に加え、9月24日には『全プリキュアパレード2023』として、78人のプリキュアが日本丸メモリアルパーク・日本大通り・横浜中華街の3ヶ所に分かれてパレード、あわせて関内ホールではパレードのフィナーレとして全員が各作品の主題歌にあわせたダンスステージを披露した。上述の『全プリキュア展』では秘蔵エリアに本作品の原画が追加展示されたほか、キュアシュプリームとキュアプーカのアクリルスタンドの販売も行われた。また、本作品の劇中にも横浜の街が登場している。
このほか、2023年11月27日から1月4日まで横浜都心臨海部（横浜港大さん橋国際客船ターミナル、新港中央広場、山下公園ほか）にて開催されたイルミネーションイベント『夜にあらわれる光の横浜〈ヨルノヨ〉』内にて行われたイベントプログラムの1つとして同イベントとコラボレーションした「プリキュアARフォトラリー」をProVisionの協力のもと実施、会場となった大さん橋をはじめ、臨海部20カ所にて合計22人のプリキュアがスマートフォンの特設サイト内のARフォトに登場した。
横浜高速鉄道みなとみらい線では、2023年12月24日から2024年1月28日まで横浜高速鉄道Y500系電車の1編成を合計78人のプリキュアが描かれたラッピングトレインを同線をはじめ、東急東横線、東京メトロ副都心線、西武有楽町線・池袋線・狭山線、東武東上線沿線にて運行するほか、みなとみらい線の各駅では2023年12月28日から2024年1月28日までシリーズ20周年のビジュアルが使用されたオリジナルデザインの一日乗車券を販売する。
鉄道駅や車両のラッピングによるタイアップのほか各施設でもデザインの装飾や広告の掲示が行われ、2023年12月25日から2024年1月9日までよこはまコスモワールド内の「コスモクロック21」がシリーズ20周年仕様となるほか、2023年12月28日から2024年1月9日まで「クロスゲート」の壁面の大型広告がシリーズ20周年の広告に期間限定で掲示、さらに桜木町駅付近の動く歩道では2023年12月24日から2024年1月9日までフラッグや横断幕に全プリキュア展の広告が掲示されたほか、横浜ランドマークタワーでも同展示イベントのサイネージを掲示した。

### TikTok公式アカウント
プリキュアシリーズ公式TikTokアカウントでは前述の「 - 20の絆」関連のイベントや後述のハッシュタグを使用したプレゼントキャンペーンだけでなく、2023年8月4日よりアプリ内でプリキュアに変身可能なエフェクトが追加され、顔をカメラに向けると各プリキュアの髪の色や髪飾りに変化するようになっており、エフェクトは各テレビシリーズから18種順次公開される。

### 関連番組
ひろがるスカイ!プリキュア（朝日放送テレビ、テレビ朝日系列全国ネット）
オープニングテーマおよびエンディングテーマにて本作品のハイライトシーンやエンディング映像の一部シーンを放送。詳細は前述およびひろがるスカイ!プリキュア#主題歌を参照。
『音楽の日2023』（TBS系全国ネット）
2023年7月15日14時 - 21時54分に放送された音楽特別番組。本作品の主題歌を担当するいきものがかりが14時台に出演、歌唱曲として主題歌である『うれしくて』を初披露した。
『映画 プリキュアオールスターズDX みんなともだちっ☆奇跡の全員大集合!』（TOKYO MX）
2009年3月に公開された初の長編オールスターズ映画である同作品を、本作品公開記念としてTOKYO MXにて2023年8月2日18時30分 - 20時に放送。番組内では『ひろがるスカイ』ソラ・ハレワタール（キュアスカイ）役の関根明良がナビゲーターとして出演し、本作品の見どころや制作秘話、プリキュアへの熱い思いを語った。
東映アニメーションミュージアムチャンネル
東映アニメーションミュージアムの公式YouTubeチャンネルにて、過去に公開されたプリキュアシリーズのクロスオーバー映画を期間限定で配信。2018年10月公開のシリーズ15周年記念作品『映画 HUGっと!プリキュア♡ふたりはプリキュア オールスターズメモリーズ』、2008年11月公開の『ちょ〜短編 プリキュアオールスターズ GoGoドリームライブ』をそれぞれ2023年8月13日19時 - 20日18時59分に配信された。あわせて番組内では映画公式X（旧・Twitter）やプリキュアシリーズ公式TikTokと連動、前者では専用のハッシュタグ「#みんなで映画プリキュア」をつけて投稿するとプレゼントが貰えるキャンペーンが実施されたほか、後者では「映画プリキュアオールスターズ」過去8作品を振り返るショート動画「『映画プリキュアオールスターズ』FILM COLLECTION」が配信された。
みんな集まれ！プリキュアゼミナール
本作品の公開を記念した特別番組としてYouTubeの東映映画チャンネルにて全6回にわたって配信。原西孝幸（FUJIWARA）が講師を務め、シリーズの基礎から中核な情報の発信や、20年にわたるシリーズの歴史など本作品にまつわる内容に触れられ、番組には原西の相方である藤本敏史のほか、蟹沢萌子（≠ME）、ちせ、本望あやか、マツヤマイカ、横田未来（第5回のみ）が生徒として参加、第6回にはサプライズゲストとして関根明良、菱川花菜（『デリシャスパーティ』和実ゆい / キュアプレシャス役）、ファイルーズあい（『トロピカル〜ジュ』夏海まなつ / キュアサマー役）が出演した。
| 回 | サブタイトル                                            | 配信日         |
| -- | ------------------------------------------------------- | -------------- |
| #1 | びっくりプリキュア20年史                                | 2023年 8月31日 |
| #2 | みんなプリキュアになれる！びっくりプリキュア20年史 後編 | 9月4日         |
| #3 | 大人も感動！知れば知るほど面白いプリキュア変身シーン    | 9月7日         |
| #4 | 心に響く！プリキュア名言・名場面                        | 9月10日        |
| #5 | ファン感動の推し活スポット                              | 9月13日        |
| #6 | 笑いと涙！映画プリキュア公開                            | 9月15日        |

おはよう朝日です（朝日放送テレビ）
朝日放送テレビで平日朝5時 - 8時に放送されている情報番組。2023年9月14日放送の芸能コーナーにキュアスカイが登場した。
土曜はカラフル!!!（TOKYO MX）
TOKYO MXで土曜12時 - 13時に放送されている、アンミカがMCを務める情報番組。2023年9月23日の放送で、関根明良、菱川花菜、ファイルーズあいが出演、本作品にまつわるインタビューを放送した。
ミュージックステーション（テレビ朝日系列全国ネット）
2023年9月29日18時50分 - 21時48分に放送の3時間スペシャルにて、20時台にいきものがかりが出演、歌唱曲として主題歌の『うれしくて』に続き『じょいふる』の2曲を披露した。
「Amazon Music Live：いきものがかり」
2023年10月16日に開催された『プライムデー「いきものがかり」限定ライブ』の模様をTwitchのAmazon Music Japanチャンネルにて生配信した。詳細は前述を参照。

### 関連商品
- ローソンオリジナルグッズ
  - 本作品とローソンとのコラボレーションによるグッズで、HMV・Loppi限定販売のローソンのイメージカラーである青と白を基調としたデザインのコスチュームを着た歴代全作品のプリキュアたちのイラストを用いたグッズが発売されている。また、前述の通りLoppi限定販売のムビチケコンビニ券には「どこでもおでかけグッズ」や「フェアリーポーチ」、「おうちでリラックスセット」が付属する特典付き仕様として販売されている[45][46]。
- DVD/BD『映画プリキュアオールスターズＦ』（マーベラス/ハピネット・メディアマーケティング、2024年1月24日発売[138][139]）
  - 日本語字幕付、ピクチャーレーベル仕様。特装版には、映像特典としてノンテロップOP/ED、公開記念舞台挨拶、TVスポット&予告集を収録。以下の通り各形態で封入特典や初回限定特典が異なる。

| 形態（品番）                                                     | 初回限定特典                                                                      | 封入特典                                                  |
| ---------------------------------------------------------------- | --------------------------------------------------------------------------------- | --------------------------------------------------------- |
| Blu-ray特装版キャンバスアートボード付（HPXR-2437） ※初回生産限定 | 板岡錦描き下ろしキャンバスアートボード（F3サイズ） 復活！ミラクルライト（ブルー） | クリアブックマークセット（18枚組） スペシャルブックレット |
| Blu-ray特装版（HPXR-2438）                                       | 復活！ミラクルライト（ピンク）                                                    | クリアブックマークセット（18枚組） スペシャルブックレット |
| DVD特装版（HPBR-2437）                                           | 復活！ミラクルライト（ピンク）                                                    | 名場面ブロマイドセットA（10枚組） スペシャルブックレット  |
| DVD通常版（HPBR-2438）                                           | 復活！ミラクルライト（ブルー）                                                    | 名場面ブロマイドセットB（10枚組） スペシャルブックレット  |

- 音楽CD『『映画プリキュアオールスターズF』テーマソングシングル』（マーベラス/ソニー・ミュージックソリューションズ、2023年9月13日発売、CD+DVD盤:MJSS-09345〜6、通常盤:MJSS-09347[10]）
  - オープニングテーマの「For "F"」、挿入歌の「All for one Forever」が収録されたテーマソングシングル。CD+DVD盤には本作品の映画予告編等を収録。ジャケットにはCD+DVD盤はソラ率いるスカイチーム、通常盤はましろ率いるプリズムチームが描き下ろされたデザインとなっている。初回特典としてキャンバスブロマイド（スーパーアート6色印刷）と2023年10月に開催された『ひろがるスカイ!プリキュアLIVE2023 Hero Girls Live 〜Max!Splash!GoGo!〜』先行抽選応募券をそれぞれ封入[11]。2023年10月13日からはストリーミング配信が開始されている[140]。
- 音楽CD『『映画プリキュアオールスターズF』オリジナル・サウンドトラック』（マーベラス/ソニー・ミュージックソリューションズ、2023年9月13日発売、MJSA-01336[10]）
  - 2023年10月13日からはストリーミング配信が開始されている[141]。
- 音楽CD「うれしくて/ときめき」（ソニー・ミュージックレーベルズ〈エピックレコードジャパン〉、2023年9月13日発売、初回限定盤:ESCL-5850〜1、通常盤:ESCL-5852[9]）
  - 「ときめき」との両A面シングル。同楽曲はシリーズ20周年記念ソング、並びにNHK Eテレテレビアニメ『キボウノチカラ〜オトナプリキュア'23〜』オープニングテーマとしてタイアップされている[9][8]。初回限定盤は『プリキュア』書きおろしスリーブケース仕様、『「ときめき」プリキュア20周年PV（Vocal ver.）』などを収録したBlu-rayが付属。
  - 7月15日に「うれしくて」のティザー映像、発売日の9月13日の21時に同楽曲のミュージック・ビデオがそれぞれいきものがかりオフィシャルYouTubeチャンネルにて公開された[117][142]。
- 音楽CD「○」（ソニー・ミュージックレーベルズ〈エピックレコードジャパン〉、2023年12月13日発売、初回限定盤:ESCL-5883、通常盤:ESCL-5885[143][144][145]）
  - 「うれしくて」「ときめき」が収録されたいきものがかりのオリジナル・アルバム。
- 書籍『「映画 プリキュアオールスターズ F」フィルムコミック』（エムディエヌコーポレーション、2023年12月1日発売、ISBN 978-4-295-20607-1）
  - B5判オールカラー全176ページ[146][147]。

## 放送・配信
- 2024年9月6日・7日に、映画次作『わんだふるぷりきゅあ!ざ・むーびー! ドキドキ♡ゲームの世界で大冒険!』の公開を記念して、ABEMAに当時開設されていたプリキュア公式無料チャンネルで初の無料配信を実施した[148][149]。
- テレビでは2025年7月31日19時よりTOKYO MXで地上波初放送された[150]。